# Chanel Terrero
Chanel Terrero Martínez også kendt som Chanel (født 28. juli 1991) er en Cubansk-Spansk sanger, danser og skuespiller. Hun har repræsenteret Spanien ved Eurovision Song Contest 2022 i Torino med sangen "SloMo" og kom på en 3. plads i finalen.